# يوتاكا أونو
يوتاكا أونو (باليابانية: 大野豊؛ بالكانا: おおの ゆたか) هو لاعب كرة قاعدة ياباني، ولد في 30 أغسطس 1955 في إزومو في اليابان.

## وصلات خارجية
- يوتاكا أونو على موقع الدوري الياباني لكرة القاعدة (الإنجليزية)
- يوتاكا أونو على موقعبيزبول رفرنس.كوم (الدوري الثانوي) (الإنجليزية)